# Robert K. Sharpe
Robert Kent Sharpe (* 16. November 1930 in Chicago, Illinois; † 14. Juli 2016) war ein US-amerikanischer Autor, Filmregisseur, Filmproduzent und Fotograf, der 1970 für und mit seinem Kurzfilm Before the Mountain Was Moved für einen Oscar nominiert wurde.

## Biografie
Sharpe kam als Sohn von Byron C. und Helen Lee Sharpe zur Welt. Seine Ausbildung zum Bachelor of Arts schloss er 1953 an der Brown University ab. Er arbeitete ab 1956 als freiberuflicher Mitarbeiter und Autor bei der Ford Foundation, deren Direktor er im Zeitraum 1959 bis 1961 war. In den Jahren 1957, 1958 arbeitete er zudem für das Columbia Broadcasting System und von 1963 bis 1975 war er Präsident der RKS (Robert K. Sharpe) Development Corporation Ardsley in New York. Sharpe war zudem Mitglied der American Society Media Photographers, von Directors Guild American, Photography and Imaging (Präsident), Inc. und der akademischen Ehrengesellschaft Phi Beta Kappa. Seit seinem zehnten Lebensjahr fotografierte Sharpe, dessen Arbeiten im Chicago Tribune Magazine, Popular Photography, Leica Magazine und der New York Times veröffentlicht wurden. Fotoarbeiten von ihm befinden sich in der ständigen Sammlung des Brooklyn Museum of Art und wurden im Baltimore Museum of Art ausgestellt. Zu seinen Arbeiten gehören diverse Fotoserien über verschiedene Themen.
Sharpe führte 1961 und 1963 bei drei Episoden der Fernsehserie The Twentieth Century Regie, einer langjährigen Dokumentarserie über Nachrichten und kulturelle Ereignisse, die das 20. Jahrhundert geprägt haben. Gastgeber Walter Cronkite bot Interpretationen der Bedeutung bestimmter Ereignisse und stellte auch Kriege und Attentate in den breiteren Kontext zum Zeitgeschehen. Die Serie war 1967 in Das 21. Jahrhundert umbenannt worden. Der Fokus lag ab diesem Zeitpunkt auf Vorhersagen zukünftiger Ereignisse. Sharpe arbeitete mit dem Journalisten und Moderator Alistair Cooke zusammen und war an der Anthologieserie The Seven Lively Arts mit John Houseman und Andy Rooney beteiligt.
Sharpe produzierte und inszenierte Filme für die Harvard University, die United States Information Agency und das Office of Economic Opportunities. Für seinen Dokumentarfilm Before the Mountain Was Moved von 1970 wurde Sharpe für einen Oscar nominiert, der jedoch an Bernard Chevry und dessen Film Die Musik – mein Leben ging, dessen Thema der Musiker Artur Rubinstein ist. Sharpes Film befasste sich mit den Folgen, die durch die Verwüstungen durch den Abbau von Steinkohle massiv in das Leben der dort ansässigen Menschen eingriffen, ohne Verantwortung übernehmen zu wollen.
Sharpe wurde für die Aufnahme in Who is Who in the World 2000 und Who is Who in America 2001 ausgewählt.
Von Mary Kahn, mit der er 1955 die Ehe schloss, wurde er 1971 geschieden. Seit 1980 war er mit T. Tina Ditta verheiratet, mit der er vier Kinder hatte. Robert Kent Sharpe starb im Alter von 85 Jahren.

## Filmografie (Auswahl)
- 1959: Die Vergessenen (The Forgotten)
- 1961, 1963: The Twentieth Century (Fernsehserie, 3 Folgen)
  - 1961: Staffel 5/Episode 9: The Jazz of Dave Brubeck
  - 1963: S6/E18: Rhodes Scholar
  - 1963: S7/E1: Keep It Cool
- 1962: Wisdom – A Conversation with Andres Segovia
- 1965: The Great Debates – Lincoln vs. Douglas
- 1970: Before the Mountain Was Moved

## Auszeichnung
Academy Awards, USA
- 1970: Oscarnominierung für und mit dem Dokumentarfilm Before the Mountain Was Moved in der Kategorie „Bester Dokumentarfilm“